# 異世界のトイレで大をする。
『異世界のトイレで大をする。』（いせかいのトイレでだいをする）は、ルーツによる日本の漫画。突如、異世界に飛ばされた一介の高校生ヨータローが、現地人の少女2人と共に旅をする傍ら、行く先々のトイレやそれにまつわる慣習などに触れて行く「異世界便所コミック」。月刊漫画雑誌『月刊ヤングチャンピオン烈』（秋田書店）にて、2018年No.2から2020年No.8まで連載。トイレにまつわる文化・慣習などについて紹介したコラムも用意されている。

## 登場人物

### 主な登場人物
ヨータロー / 本名：今泉 洋太郎（ようたろう）
主人公。突如、異世界に飛ばされた男子高校生。
マイペースで、トイレの時間のことばかり考えていて、トイレも極力清潔な所を好む。（異世界ではトイレットペーパーが無いので）紙を買うために宿代や食費を倹約する、砂漠で死にかけても、自分の水筒を排泄後の洗浄用に取っておくなど、極めつけの変人。女子に対するデリカシーも皆無。しかし、それだけにトイレに関する知識は確かで、含蓄のある話も多い。
戦闘力はほぼ皆無だが、悪運が強いのか魔物に襲われても無傷で難を逃れている。
ギギー
ヨータローと知り合い共に旅をしている亜人の少女。褐色の肌に長い耳、小悪魔を思わせる尻尾を生やしている。ナイフ使いの軽装戦士。四六時中トイレのことばかり考えているヨータローに辟易している。
ヌラエル
ヨータローと知り合い共に旅をしている亜人の少女。水色の髪の魔法使い。無口で感情の起伏に乏しいが、食に関するこだわりが強く、料理が得意である。

### サブキャラクター
シズヤ / 本名： 支倉静夜（はせくら しずや）
ヨータローと同じく異世界に飛ばされたオールバックの男子高校生。しかし異世界で「あらゆる力を増幅させる固有スキル」塁乗（スクエア・アレス）を手に入れたことから高い戦闘能力を持ち、魔物ハンターとして暮らしている。
ヨータローのことは、異世界のノンプレイヤーキャラクターとしか思っていなかったが、いかにも弱そうな彼が一人でハルピュイアを追い払った一件以降は「相当すごいスキルを持っているに違いない」と思い違いを始める。
アバーフ
砂漠の国アバーフ王国の老王。自分の城のトイレを毎日自分で掃除し、自ら城下町にも出かける気さくな人物。城下の公衆トイレでヨータローと知り合って以降、意気投合する。
イーシィ
シズヤと共に旅を続ける亜人の少女。防寒用の「炎のヴェール」を身に纏っている。

### 魔物
スライム
ヨータローが最初に出会った魔物。ヨータローは物好きにもこの魔物をトイレットペーパー代わりに使ったため、肛門から胃腸に寄生されることとなるも、気合で排出。
なお、寄生していたこの魔物は、ヨータローの胃の内容物を食ったせいか、排出された時には数十倍に膨れ上がっていた。
蟻地獄（アンツ・ヘル）
砂漠に棲む巨大なアリジゴクの魔物。ヨータローが自分の巣で排泄したことに激怒し、飛び出て来た。
デスパンネス
テオテオの街の遺跡に棲む「暗黒魔獣」の異名で恐れられる魔物。死に至る瘴気の発生源と言われ、その風評被害で冒険者が寄り付かなくなり、住民も街を放棄しようとしていた。
カルパッツァ
アルフェンの湖近辺に潜む巨大魔獣。雲突くほどの巨体の持ち主だったが、ヨータローが掘ったトイレ用の穴にはまって転倒し、呆気なく死んだ。
黒の魔物
水の都カストゥースにて、ヨータローがトイレの落書き（黒の召還呪文）を地面に書いたため、召還されてしまった。後にシズヤ一行に倒される。
腐れ龍（ダース・ドラグーヌ）
妖精が棲むケテュアの古森を枯らす瘴気を放つ魔物。
掠める者（ハルピュイア）
“風の宮殿”アルセイアスに棲む、奇声で相手の意識を失わせる醜悪な人面鳥の魔物。伝承とは違い、人間の排泄物の臭いを非常に嫌う。
火龍（フレイムドラゴン）
村一つを壊滅させるほどの力を持ったドラゴン。鱗が個性的な形をしている。
氷の戦闘者（アイスゴーレム）
一度入れば出られないと言われる「氷の迷宮」を守護する魔物。

## トイレにまつわる実在の人物
本作品では名前のみの登場だが、トイレと浅からぬエピソードを持った人物として、作中で紹介される。
アレクサンドロス3世
ギリシアの伝説的な王。便通に効くアロエを求めて、原産地であるソコトラ島を征服したと言われている。
武田信玄
厠で軍略を練り、さらに中には執務書類の入った箱まであったという。
チャールズ・リンドバーグ
大西洋横断飛行で有名なアメリカの飛行士だが、当時の飛行機には備え付けのトイレも無く、しかも何十時間も乗るため、大小便はそのまま垂れ流すしか無かった。同じく女性飛行士エミー・ジョンソンも来日した時は同様の状態だったという。
道元
著書『正法眼蔵』にトイレの巻「洗浄」を書き記したとされる。
ルイ14世
誤った医療法により全ての歯を抜いてしまい、柔らかいものしか食べられなくなり、消化不良による慢性的な下痢に悩まされたため、玉座を便器に改造したという。
松下幸之助
汚れたトイレが原因で従業員が仲違いしていたため、結束を取り戻す目的も兼ねて自らトイレ掃除をしていたというエピソードを持つ。
片桐石州
溲瓶を愛用していたと言われる江戸初期の大物茶人。
ウェスパシアヌス
史上初の公衆便所を作ったとされるローマ皇帝。

## 書誌情報
- ルーツ 『異世界のトイレで大をする。』 秋田書店〈ヤングチャンピオン烈コミックス〉、全3巻
  1. 2019年2月1日発行（2019年1月18日発売[2]）、ISBN 978-4-253-25791-6
  2. 2019年10月1日発行（2019年9月19日発売[3]）、ISBN 978-4-253-25792-3
  3. 2020年10月1日発行（2020年9月17日発売[4]）、ISBN 978-4-253-25793-0